# Mwenge Mtapika
Mwenge Mtapika ist ein Verwaltungsbezirk (englisch Ward) des Distrikts Masasi (TC) in der tansanischen Region Mtwara.

## Geografie
Mwenge Mtapika liegt im Südosten von Tansania im Westen der Distrikthauptstadt Masasi. Der Bezirk grenzt im Norden an Temeke, im Osten an Mkomaindo und Nyasa, im Süden an Matawale und Sululu und im Westen an Mlingula. Bei der Volkszählung 2022 lebten 9289 Menschen in 2727 Haushalten auf einer Fläche von 49 Quadratkilometern.

## Gliederung
Der Bezirk besteht aus vier Gemeinden (Mtaa) mit 24 Orten (Kitongoji):
| Mbonde - Dodoma - Kariakoo - Maputo - Mapinduzi - Majimaji - Mnazi Mmoja - Mwongozo - Tuleane - Kilimanihewa | Mayula - Mnazi Mmoja - Mwongozo - Tuleane - Kilimanihewa | Mwenge Mtapika - Msikitini - Mkwajuni - Makao Makuu - Mbuyuni - Shuleni - Kabomola | Namkungwi - Msikitini - Kilimani Hewa - Mwongozo - Msasani - Mtoasiri |

## Wirtschaft und Infrastruktur
- Bildung: Die Mtapika Secondary School ist eine staatliche weiterführende Tagesschule mit einer Ausbildung bis zur 4. Stufe.[8]
- Gesundheit: In der Gemeinde Mbonde liegt ein staatliches Gesundheitszentrum.[9]
- Straße: Durch den Bezirk verläuft die asphaltierte Nationalstraße T6, die von Masasi nach Westen in die Region Ruvuma führt und in Mangaka eine Abzweigung zur T42 nach Mosambik hat.[10]
- Flughafen: Im Bezirk befindet sich der kleine Flughafen Masasi mit dem IATA-Code XMI.[11]